# هدروپلکسیس
هِدروپِلَکسیس (یا هتروپلکسیس) یک سرده از گیاهان گلدار چینی از کاسنیان (یا همان تیرهٔ آستراسه) است.

گونه
1. Heteroplexis impressinervia J. Y. لیانگ
2. Heteroplexis incana J. Y. لیانگ
3. Heteroplexis microcephala Y. L. Chen
4. Heteroplexis sericophylla Y. L. Chen
5. Heteroplexis vernonioides C. C. Chang